# JTB Entertainment Academy
JTB Entertainment Academy是株式會社JTB的關係企業「株式會社JTB Next Creation」營運的演藝事務所『JTB Entertainment』附屬的聲優養成所。
由音響監督的長崎行男和演出家的吉村悠擔任特別講師。
僅在週六、週日上課。在東京都新宿區、大阪市北區梅田及名古屋市中區榮有課室。

## 主要畢業生

### 東京校
- 高梨臨（1期生）
- 荒浪和沙（1期生4月生）
- 內田彩（1期生4月生）
- 遠藤廣之（日语：遠藤広之）（1期生4月生）
- 齋藤楓子（1期生10月生）
- 七瀨亞深（日语：七瀬亜深）（1期生10月生）
- 葵由莉（日语：葵ゆり）（2期4月生）
- 武石步實（2期生）
- 渡部優衣（2期4月生）

### 大阪校
- 山口理惠（1期4月生）

## 外部連結
- JTB Entertainment Academy （页面存档备份，存于） （日語）